# Kosovar Superliga
Kosovar Superliga, även kallad IPKO Superliga e Kosovës av sponsorskäl, är den högsta fotbollsdivisionen i Kosovo. Ligan grundades år 1999 under namnet Liga e Parë (förstadivisionen).

## Historia
Före andra världskriget i kungariket Jugoslavien tävlade kosovanska klubbar i de provinsiella ligorna i Belgrads fotbollssammanslutning. Under andra världskriget, mellan 1941 och 1944, när större delen av regionen blev en del av det albanska riket, spelade många kosovanska klubbar i det albanska ligasystemet. 1945 återinkorporerades Kosovo i Serbien och därefter SFR Jugoslavien. Ligan har sitt ursprung 1945 när den blev en av underavdelningarna i den 5:e nivån i det jugoslaviska fotbollsliga-systemet. Ligan samlade de bästa klubbarna från SAP Kosovo förutom de klubbar som tävlade på högre nivåer. 1991 inrättades en parallell etnisk liga som samlade klubbar som var för ett albanskt styre. Denna liga kom att fortgå fram till 1999. Bästa klubbarna tävla under tiden i ligorna i FR Jugoslavien. 1999 efter Kosovokriget, bildades ett separat Kosovar-ligasystem. Det inkluderade de flesta klubbar från Kosovo utom de från den serbisk-dominerade Nordkosovo som förblev kvar i det serbiska fotbollsliga-systemet. Sedan 2000 har tävlingen pågått kontinuerligt. 2017, efter att Kosovo fått medlemskap i FIFA och UEFA kom det bli Kosovos nationella liga som tillhandahåller klubbar för internationella turneringar.

## Klubbar säsongen 2019/20
| Lag        | Stad      | Stadium och kapacitet  | Stadium och kapacitet | UEFA-licens |
| ---------- | --------- | ---------------------- | --------------------- | ----------- |
| Ballkani   | Suva Reka | Suva Reka City Stadium | 1,500                 | Yes         |
| Drenica    | Skenderaj | Bajram Aliu Stadium    | 3,000                 | No          |
| Drita      | Gjilan    | Gjilan City Stadium    | 15,000                | Yes         |
| Dukagjini  | Klina     | 18 June Stadium        | 2,000                 | No          |
| Ferizaj    | Ferizaj   | Ismet Shabani Stadium  | 2,000                 | No          |
| Feronikeli | Glogovac  | Rexhep Rexhepi Stadium | 2,000                 | Yes         |
| Flamurtari | Pristina  | Xhemail Ibishi Stadium | 5,000                 | No          |
| Gjilani    | Gjilan    | Gjilan City Stadium    | 15,000                | Yes         |
| Llapi      | Podujeva  | Zahir Pajaziti Stadium | 10,000                | Yes         |
| Prishtina  | Pristina  | Fadil Vokrri Stadium   | 13,000                | Yes         |
| Trepça'89  | Mitrovica | Riza Lushta Stadium    | 12,000                | Yes         |
| Vushtrria  | Vushtrri  | Ferki Aliu Stadium     | 6,000                 | No          |